# لیز اسمیت
لیز اسمیت (انگلیسی: Liz Smith؛ زادهٔ ۱۱ دسامبر ۱۹۲۱ – درگذشته ۲۴ دسامبر ۲۰۱۶) بازیگر اهل بریتانیا بود. وی بین سال‌های ۱۹۷۰ تا ۲۰۱۳ میلادی فعالیت می‌کرد. لیز اسمیت در ۲۴ دسامبر ۲۰۱۶ در سن ۹۵ سالگی درگذشت.
از فیلم‌ها یا سریال‌های تلویزیونی که در آنها نقش داشته، می‌توان به نرون، نیکلاس نیکلبی، چارلی و کارخانه شکلات‌سازی، والاس و گرومیت: نفرین موجود خرگوش‌نما، آشپز، دزد، همسرش و عاشقش، الیور توئیست، نفرین پلنگ صورتی، در بستر هم‌آغوشی، ردپای پلنگ صورتی، انتقام شیرین، جن‌زده، تلنگر، جنگ شاد، باغ نیمه‌شب تام و ارواح والا اشاره کرد.